# Chaoborus festivus
Chaoborus festivus is een muggensoort uit de familie van de pluimmuggen (Chaoboridae). De wetenschappelijke naam van de soort is voor het eerst geldig gepubliceerd in 1924 door Dyar and Shannon.